# Moneybagg Yo

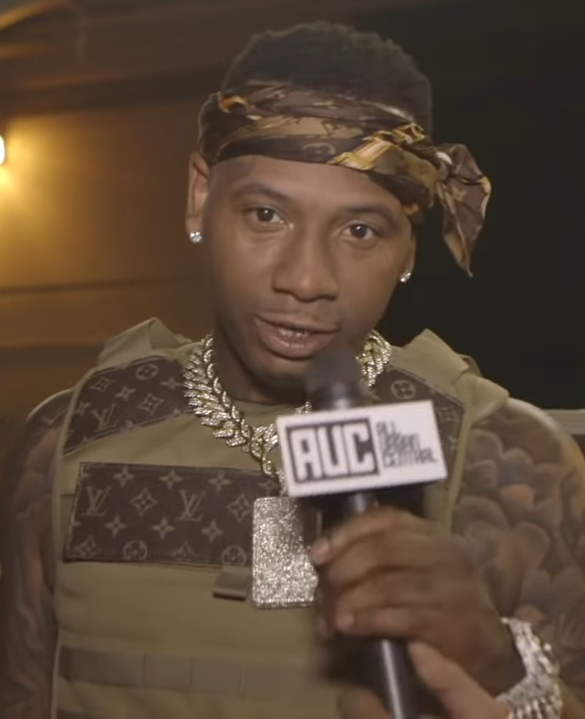
Moneybagg Yo, 2018

Moneybagg Yo (* 22. September 1991 in Memphis; eigentlicher Name Demario White) ist ein US-amerikanischer Südstaatenrapper. Mit einer Reihe von Mixtapes und Alben entwickelte er sich ab 2016 zu einer festen Größe im US-Rap.

## Biografie
Im April 2012 veröffentlichte Moneybagg Yo sein erstes Mixtape From da Block 2 da Booth und ließ darauf weiter regelmäßig Mixtapes folgen. 2015 bekam er erstmals eine Anerkennung und wurde in seiner Heimatstadt Memphis mit dem Hip Hop Award für das Mixtape des Jahres für Federal ausgezeichnet. Danach nahmen die prominenten Gäste auf den Tapes zu und mit Yo Gotti schaffte er es im November 2016 mit seinem zehnten Mixtape 2 Federal erstmals in die Charts. Federal 3X schaffte es ein Jahr später auf Platz 5 der Billboard 200 und brachte ihm endgültig den Durchbruch.
Drei weitere Mixtapes platzierte er noch in vorderen Chartregionen, bevor Ende 2018 sein Debütalbum Reset erschien. Mit Platz 18 in den Charts bestätigte es die vorherigen Erfolge. Danach blieb er weiter so produktiv und legte nur ein halbes Jahr später das Album 43va Heartless nach, das in den Top 5 einstieg, und weniger als ein Jahr danach erschien Time Served, das mit Platz 3 die bis dahin beste Position erreichte. Dieses dritte Album war auch insofern ein weiterer Schritt vorwärts, als gleich drei Songs daraus erstmals auch den Sprung in die Singlecharts erreichten. Davon wurden All Dat (mit Megan Thee Stallion) und U Played (mit Lil Baby) mit Gold ausgezeichnet.

## Diskografie

### Studioalben
| Jahr | Titel            | Höchstplatzierung, Gesamtwochen, AuszeichnungChartplatzierungen (Jahr, Titel, Platzierungen, Wochen, Auszeichnungen, Anmerkungen) | Höchstplatzierung, Gesamtwochen, AuszeichnungChartplatzierungen (Jahr, Titel, Platzierungen, Wochen, Auszeichnungen, Anmerkungen) | Anmerkungen                            |
| Jahr | Titel            | US | R&B | Anmerkungen                            |
| ---- | ---------------- | --- | --- | -------------------------------------- |
| 2018 | Reset            | US13 (4 Wo.)US | R&B8 (3 Wo.)R&B | Erstveröffentlichung: 2. November 2018 |
| 2019 | 43va Heartless   | US4 (12 Wo.)US | R&B3 (9 Wo.)R&B | Erstveröffentlichung: 24. Mai 2019     |
| 2020 | Time Served      | US3 Platin · (74 Wo.)US | R&B2 (40 Wo.)R&B | Erstveröffentlichung: 10. Januar 2020  |
| 2021 | A Gangsta’s Pain | US1 Platin · (88 Wo.)US | R&B1 (60 Wo.)R&B | Erstveröffentlichung: 23. April 2021   |
| 2024 | Speak Now        | US13 (22 Wo.)US | R&B3 (… Wo.)R&B | Erstveröffentlichung: 14. Juni 2024    |

### Mixtapes
| Jahr | Titel        | Höchstplatzierung, Gesamtwochen, AuszeichnungChartplatzierungen (Jahr, Titel, Platzierungen, Wochen, Auszeichnungen, Anmerkungen) | Höchstplatzierung, Gesamtwochen, AuszeichnungChartplatzierungen (Jahr, Titel, Platzierungen, Wochen, Auszeichnungen, Anmerkungen) | Anmerkungen                                                                       |
| Jahr | Titel        | US | R&B | Anmerkungen                                                                       |
| ---- | ------------ | --- | --- | --------------------------------------------------------------------------------- |
| 2016 | 2 Federal    | US97 (1 Wo.)US | R&B48 (1 Wo.)R&B | Erstveröffentlichung: 31. Oktober 2016 Moneybagg Yo & Yo Gotti                    |
| 2017 | Heartless    | US177 (2 Wo.)US | — | Erstveröffentlichung: 14. Februar 2017                                            |
| 2017 | Federal 3X   | US5 (10 Wo.)US | R&B4 (5 Wo.)R&B | Erstveröffentlichung: 11. August 2017                                             |
| 2017 | Fed Baby’s   | US21 (9 Wo.)US | R&B9 (4 Wo.)R&B | Erstveröffentlichung: 17. November 2017 Moneybagg Yo & Youngboy Never Broke Again |
| 2018 | 2 Heartless  | US16 (12 Wo.)US | R&B9 (7 Wo.)R&B | Erstveröffentlichung: 14. Februar 2018                                            |
| 2018 | Bet on Me    | US11 (6 Wo.)US | R&B9 (3 Wo.)R&B | Erstveröffentlichung: 3. August 2018                                              |
| 2020 | Code Red     | US6 Gold · (29 Wo.)US | R&B5 (11 Wo.)R&B | Erstveröffentlichung: 18. September 2020 mit Blac Youngsta                        |
| 2023 | Hard to Love | US10 (22 Wo.)US | R&B4 (16 Wo.)R&B | Erstveröffentlichung: 2. Juni 2023                                                |

Weitere Mixtapes
- 2012: From da Block 2 da Booth
- 2012: October 20th
- 2014: La Familia
- 2015: Relentless
- 2015: Federal
- 2016: Federal Reloaded
- 2016: ELO (Everybody Lives On)
- 2016: All Gas No Brakes
- 2016: 4 the Hard Way

### Kompilationen
| Jahr | Titel       | Höchstplatzierung, Gesamtwochen, AuszeichnungChartplatzierungen (Jahr, Titel, Platzierungen, Wochen, Auszeichnungen, Anmerkungen) | Höchstplatzierung, Gesamtwochen, AuszeichnungChartplatzierungen (Jahr, Titel, Platzierungen, Wochen, Auszeichnungen, Anmerkungen) | Anmerkungen                                                      |
| Jahr | Titel       | US | R&B | Anmerkungen                                                      |
| ---- | ----------- | --- | --- | ---------------------------------------------------------------- |
| 2022 | Gangsta Art | US11 (… Wo.)US | — | Erstveröffentlichung: 15. Juli 2022 Moneybagg Yo & CMG the Label |

### Singles
| Jahr | Titel Album                           | Höchstplatzierung, Gesamtwochen, AuszeichnungChartplatzierungen (Jahr, Titel, Album, Platzierungen, Wochen, Auszeichnungen, Anmerkungen) | Höchstplatzierung, Gesamtwochen, AuszeichnungChartplatzierungen (Jahr, Titel, Album, Platzierungen, Wochen, Auszeichnungen, Anmerkungen) | Höchstplatzierung, Gesamtwochen, AuszeichnungChartplatzierungen (Jahr, Titel, Album, Platzierungen, Wochen, Auszeichnungen, Anmerkungen) | Anmerkungen                                                                                          |
| Jahr | Titel Album                           | UK | US | R&B | Anmerkungen                                                                                          |
| --- | ------------------------------------- | --- | --- | --- | --- |
| 2019 | All Dat Time Served                   | — | US70 Platin · (4 Wo.)US | R&B34 (6 Wo.)R&B | Erstveröffentlichung: 10. Oktober 2019 Moneybagg Yo × Megan Thee Stallion                            |
| 2020 | U Played Time Served                  | — | US53 Platin · (5 Wo.)US | R&B23 (5 Wo.)R&B | Erstveröffentlichung: 3. Januar 2020 feat. Lil Baby                                                  |
| 2020 | 1 2 3 Time Served                     | — | US— PlatinUS | R&B43 (5 Wo.)R&B | Erstveröffentlichung: 14. April 2020 feat. Blac Youngsta                                             |
| 2020 | Me Vs. Me Time Served                 | — | US88 ×3Dreifachplatin · (2 Wo.)US | R&B41 (1 Wo.)R&B | Erstveröffentlichung: 8. Mai 2020                                                                    |
| 2020 | Said Sum Code Red                     | — | US17 ×3Dreifachplatin · (22 Wo.)US | R&B8 (26 Wo.)R&B | Erstveröffentlichung: 30. Juni 2020                                                                  |
| 2021 | Time Today A Gangsta’s Pain           | — | US31 ×3Dreifachplatin · (20 Wo.)US | R&B13 (26 Wo.)R&B | Erstveröffentlichung: 3. Februar 2021                                                                |
| 2021 | Hard for the Next A Gangsta’s Pain    | — | US49 Platin · (5 Wo.)US | R&B25 (9 Wo.)R&B | Erstveröffentlichung: 26. März 2021 mit Future                                                       |
| 2021 | Go! A Gangsta’s Pain                  | — | US52 Platin · (4 Wo.)US | R&B24 (4 Wo.)R&B | Erstveröffentlichung: 14. April 2021 Promosingle; feat. Big30                                        |
| 2021 | Wockesha A Gangsta’s Pain             | — | US20 ×3Dreifachplatin · (28 Wo.)US | R&B7 (28 Wo.)R&B | Erstveröffentlichung: 10. August 2021                                                                |
| 2022 | Rocky Road Gangsta Art                | — | — | R&B38 (1 Wo.)R&B | Erstveröffentlichung: 16. Mai 2022                                                                   |
| 2022 | See Wat I’m Sayin Gangsta Art         | — | US59 Gold · (1 Wo.)US | R&B14 (14 Wo.)R&B | Erstveröffentlichung: 27. Mai 2022                                                                   |
| 2022 | Steppers Gangsta Art                  | — | — | R&B26 (3 Wo.)R&B | Erstveröffentlichung: 7. Juli 2022 mit Yo Gotti & 42 Dugg feat. EST Gee, Mozzy & Blac Youngsta       |
| 2022 | Big 14 –                              | — | US96 (1 Wo.)US | R&B37 (1 Wo.)R&B | Erstveröffentlichung: 5. August 2022 mit Trippie Redd & Offset                                       |
| 2022 | Code –                                | — | — | R&B42 (1 Wo.)R&B | Erstveröffentlichung: 26. August 2022 mit Offset                                                     |
| 2022 | Blow –                                | — | US96 (1 Wo.)US | R&B27 (2 Wo.)R&B | Erstveröffentlichung: 23. September 2022                                                             |
| 2022 | Quickie Hard to Love                  | — | US— PlatinUS | R&B46 (5 Wo.)R&B | Erstveröffentlichung: 8. Dezember 2022                                                               |
| 2023 | On Wat U On Hard to Love              | — | US56 (1 Wo.)US | R&B21 (1 Wo.)R&B | Erstveröffentlichung: 12. Januar 2023 mit GloRilla                                                   |
| Folgende Lieder erschienen nicht als Single, wurden aber durch das Album zum Download und Streaming bereitgestellt und konnten somit eine Platzierung erlangen: |                                       | | | | |
| |                                       | | | | |
| 2020 | Protect da Brand Time Served          | — | US89 Gold · (1 Wo.)US | R&B44 (1 Wo.)R&B | feat. DaBaby                                                                                         |
| 2020 | Federal Fed Time Served               | — | — | R&B50 (1 Wo.)R&B | feat. Future                                                                                         |
| 2020 | No Sucker My Turn                     | — | US58 Platin · (1 Wo.)US | R&B30 (1 Wo.)R&B | Charteinstieg: 14. März 2020 mit Lil Baby                                                            |
| 2020 | Brain Dead Code Red                   | — | — | R&B41 (1 Wo.)R&B | feat. Ari                                                                                            |
| 2021 | Shottas (Lala) A Gangsta’s Pain       | — | US35 Platin · (4 Wo.)US | R&B14 (6 Wo.)R&B | Charteinstieg: 8. Mai 2021                                                                           |
| 2021 | If Pain Was a Person A Gangsta’s Pain | — | US54 Platin · (2 Wo.)US | R&B26 (3 Wo.)R&B | Charteinstieg: 8. Mai 2021                                                                           |
| 2021 | Free Promo A Gangsta’s Pain           | — | US80 (1 Wo.)US | R&B32 (1 Wo.)R&B | Charteinstieg: 8. Mai 2021 feat. Polo G & Lil Durk                                                   |
| 2021 | Just Say Det A Gangsta’s Pain         | — | US82 (1 Wo.)US | R&B34 (1 Wo.)R&B | Charteinstieg: 8. Mai 2021                                                                           |
| 2021 | Clear Da Air A Gangsta’s Pain         | — | US100 (1 Wo.)US | R&B40 (1 Wo.)R&B | Charteinstieg: 8. Mai 2021                                                                           |
| 2021 | Love It Here A Gangsta’s Pain         | — | US— GoldUS | R&B46 (1 Wo.)R&B | Charteinstieg: 8. Mai 2021                                                                           |
| 2021 | Hate It Here A Gangsta’s Pain         | — | — | R&B47 (1 Wo.)R&B | Charteinstieg: 8. Mai 2021                                                                           |
| 2021 | I Believe U A Gangsta’s Pain          | — | — | R&B48 (1 Wo.)R&B | Charteinstieg: 8. Mai 2021 feat. Tripstar                                                            |
| 2021 | One Of Dem Nights A Gangsta’s Pain    | — | US— GoldUS | R&B50 (1 Wo.)R&B | Charteinstieg: 8. Mai 2021 mit Jhené Aiko                                                            |
| 2021 | Switches & Dracs A Gangsta’s Pain     | — | US69 Gold · (2 Wo.)US | R&B25 (2 Wo.)R&B | Charteinstieg: 6. November 2021 feat. Lil Durk & EST Gee                                             |
| 2021 | Scorpio A Gangsta’s Pain              | — | US66 Platin · (15 Wo.)US | R&B19 (17 Wo.)R&B | Charteinstieg: 6. November 2021                                                                      |
| 2022 | Gangsta Art                           | — | — | R&B41 (1 Wo.)R&B | Charteinstieg: 30. Juli 2022 mit Yo Gotti feat. 42 Dugg, EST Gee, Mozzy, Lehla Samia & Blac Youngsta |
| 2023 | Keep It Low Hard to Love              | — | US59 (1 Wo.)US | R&B19 (2 Wo.)R&B | Charteinstieg: 17. Juni 2023 feat. Future                                                            |
| 2023 | Ocean Spray Hard to Love              | — | US69 (2 Wo.)US | R&B26 (4 Wo.)R&B | Charteinstieg: 17. Juni 2023                                                                         |
| 2023 | Motion God Hard to Love               | — | US— GoldUS | R&B38 (1 Wo.)R&B | Charteinstieg: 17. Juni 2023                                                                         |
| 2023 | F My BM Hard to Love                  | — | US— GoldUS | R&B46 (1 Wo.)R&B | Charteinstieg: 17. Juni 2023                                                                         |
| 2023 | They Say Hard to Love                 | — | — | R&B48 (1 Wo.)R&B | Charteinstieg: 17. Juni 2023                                                                         |
| 2024 | Whiskey Whiskey Speak Now             | — | US21 Gold · (20 Wo.)US | — | feat. Morgan Wallen                                                                                  |

Weitere Singles
- 2016: Doin 2 Much (mit Yo Gotti)
- 2018: Okay (feat. Future)
- 2021: Rookie of the Year (US: Gold)

### Gastbeiträge
| Jahr | Titel Album                            | Höchstplatzierung, Gesamtwochen, AuszeichnungChartplatzierungen (Jahr, Titel, Album, Platzierungen, Wochen, Auszeichnungen, Anmerkungen) | Höchstplatzierung, Gesamtwochen, AuszeichnungChartplatzierungen (Jahr, Titel, Album, Platzierungen, Wochen, Auszeichnungen, Anmerkungen) | Höchstplatzierung, Gesamtwochen, AuszeichnungChartplatzierungen (Jahr, Titel, Album, Platzierungen, Wochen, Auszeichnungen, Anmerkungen) | Anmerkungen                                                           |
| Jahr | Titel Album                            | UK | US | R&B | Anmerkungen                                                           |
| --- | -------------------------------------- | --- | --- | --- | --------------------------------------------------------------------- |
| 2021 | LLC Blockchain                         | — | US— PlatinUS | R&B42 (3 Wo.)R&B | Erstveröffentlichung: 13. Juli 2021 Money Man feat. Moneybagg Yo      |
| 2022 | Scared Money I Got Issues              | — | US73 Gold · (1 Wo.)US | R&B25 (12 Wo.)R&B | Erstveröffentlichung: 4. Februar 2022 YG feat. J. Cole & Moneybagg Yo |
| 2022 | G Lock Noughty by Nature               | UK48 (1 Wo.)UK | — | — | Erstveröffentlichung: 4. März 2022 Digga D feat. Moneybagg Yo         |
| Folgende Lieder erschienen nicht als Single, wurden aber durch das Album zum Download und Streaming bereitgestellt und konnten somit eine Platzierung erlangen: |                                        | | | |                                                                       |
| |                                        | | | |                                                                       |
| 2019 | Toes Kirk                              | — | US28 ×2Doppelplatin · (13 Wo.)US | R&B16 (15 Wo.)R&B | Charteinstieg: 12. Oktober 2019 DaBaby feat. Lil Baby & Moneybagg Yo  |
| 2021 | Run It Up Destined 2 Win               | UK63 Silber · (1 Wo.)UK | US50 ×2Doppelplatin · (3 Wo.)US | R&B26 (4 Wo.)R&B | Charteinstieg: 15. April 2021 Lil Tjay feat. Offset & Moneybagg Yo    |
| 2021 | Hot Expensive Pain                     | — | US60 (1 Wo.)US | R&B20 (2 Wo.)R&B | Charteinstieg: 16. Oktober 2021 Meek Mill feat. Moneybagg Yo          |
| 2021 | Start Up Again Hall of Fame 2.0        | — | US94 (1 Wo.)US | R&B31 (1 Wo.)R&B | Charteinstieg: 18. Dezember 2021 Polo G feat. Moneybagg Yo            |
| 2022 | Trust Nothing What It Means to Be King | — | US97 (1 Wo.)US | R&B37 (1 Wo.)R&B | Charteinstieg: 19. März 2022 King Von feat. Moneybagg Yo              |
| 2022 | Hear It Back 7220 (Deluxe Edition)     | — | US— GoldUS | R&B39 (1 Wo.)R&B | Charteinstieg: 9. Juli 2022 Lil Durk feat. Moneybagg Yo               |

Weitere Gastbeiträge
- 2017: All of a Sudden (Lil Baby feat. Moneybagg Yo, US: Platin)
- 2018: Pablo (Remix) (Rvssian & Sfera Ebbasta feat. Rich the Kid, Lil Baby & Moneybagg Yo)
- 2018: Feel the Same Way (Rod Wave feat. Moneybagg Yo, US: Gold)
- 2019: Tomorrow (Stunna 4 Vegas feat. Moneybagg Yo)
- 2019: Camelot (Remix) (NLE Choppa feat. BlocBoy JB, Yo Gotti & Moneybagg Yo)
- 2020: Special (Remix) (Est Gee feat. Moneybagg Yo, US: Gold)

## Auszeichnungen für Musikverkäufe
| Goldene Schallplatte - Brasilien - 2024: für das Lied Toes - Dänemark - 2024: für das Lied Run It Up - Neuseeland - 2020: für das Lied Toes - Vereinigte Staaten - 2021: für das Lied Doin’ It - 2021: für das Lied Lower Level - 2023: für das Lied Ion Get You - 2023: für das Lied No Chill - 2023: für das Lied Pistol By Da Bed - 2023: für das Lied Say Na - 2023: für das Lied Speak 4 Em - 2023: für das Lied SRT - 2023: für das Lied Wat U On | Platin-Schallplatte - Vereinigte Staaten - 2023: für das Lied Bigg Facts - 2023: für das Lied Dior - 2023: für das Lied Relentless Again 2× Platin-Schallplatte - Kanada - 2022: für das Lied Run It Up |

Anmerkung: Auszeichnungen in Ländern aus den Charttabellen bzw. Chartboxen sind in ebendiesen zu finden.
| Land/RegionAuszeichnungen für Musikverkäufe (Land/Region, Auszeichnungen, Verkäufe, Quellen) | Silber  | Gold       | Platin       | Verkäufe   | Quellen             |
| -------------------------------------------------------------------------------------------- | ------- | ---------- | ------------ | ---------- | ------------------- |
| Brasilien (PMB)                                                                              | —       | Gold1      | —            | 20.000     | pro-musicabr.org.br |
| Dänemark (IFPI)                                                                              | —       | Gold1      | —            | 45.000     | ifpi.dk             |
| Kanada (MC)                                                                                  | —       | —          | 2× Platin2   | 160.000    | musiccanada.com     |
| Neuseeland (RMNZ)                                                                            | —       | Gold1      | —            | 15.000     | radioscope.co.nz    |
| Vereinigte Staaten (RIAA)                                                                    | —       | 23× Gold23 | 33× Platin33 | 44.500.000 | riaa.com            |
| Vereinigtes Königreich (BPI)                                                                 | Silber1 | —          | —            | 200.000    | bpi.co.uk           |
| Insgesamt                                                                                    | Silber1 | 26× Gold26 | 35× Platin35 |            |                     |